# Lethrinus crocineus
Lethrinus crocineus is een straalvinnige vissensoort uit de familie van straatvegers (Lethrinidae). De wetenschappelijke naam van de soort is voor het eerst geldig gepubliceerd in 1959 door Smith.